# Сельское поселение «Село Ильинское» (Перемышльский район)
Сельское поселение «Село Ильинское» — муниципальное образование в Перемышльском районе
Калужской области.
Административный центр — село Ильинское

## Население
| 2010 | 2012 | 2013 | 2014 | 2015 | 2016 | 2017 |
| ---- | ---- | ---- | ---- | ---- | ---- | ---- |
| 339  | ↘317 | ↗324 | ↘318 | ↗346 | ↗355 | ↗365 |
| 2018 | 2019 | 2020 | 2021 |      |      |      |
| ↘356 | ↘354 | ↗360 | ↗384 |      |      |      |

## Состав сельского поселения
В поселение входят 8 населённых мест:
| № | Населённый пункт | Тип населённого пункта       | Население |
| - | ---------------- | ---------------------------- | --------- |
| 1 | Верхние Вялицы   | деревня                      | ↘30       |
| 2 | Гордиково        | деревня                      | ↗26       |
| 3 | Ермашовка        | деревня                      | ↘11       |
| 4 | Ильинское        | село, административный центр | ↗237      |
| 5 | Кудиново         | деревня                      | →0        |
| 6 | Нижние Вялицы    | деревня                      | ↗4        |
| 7 | Юпинка           | деревня                      | ↘4        |
| 8 | Ястребово        | деревня                      | ↗27       |